# Comitè Organitzat de Participació Político Electoral Independent
El Comitè Organitzat de Participació Político Electoral Independent (en castellà: Comité Organizado de Participación Político Electoral Independiente), més conegut per l'acrònim COPEI, és un partit polític democratacristià i conservador de Veneçuela.
Fou fundat el 1946. Des del 1958 fins al 1998, COPEI va mantenir el poder polític sobre Veneçuela de manera bipartidista amb Acció Democràtica, amb les presidències de Rafael Caldera entre 1969 i 1974, 1994 i 1999 i Luis Herrera Campins entre 1979 i 1984.
Posteriorment, el 2015 el partit va ser intervingut per ordres del Tribunal Suprem de Justícia, a causa de conflictes interns sol·licitat pel seu llavors president, Roberto Enríquez Lavaud, des de llavors el partit va perdre una part considerable de la seva militància.
Després de 10 anys, a l'agost del 2019 el partit va ser desjudicialitzat gràcies a les diligències efectuades per la direcció nacional designada per l'Assemblea Nacional Socialcristiana el 27 de març del 2019. El partit està dividit en dos sectors des del 2015, l'anomenat Copei Legítim de Roberto Enríquez i el sector ad hoc de Juan Carlos Alvarado.

## Resultats electorals

### Presidencials
| Any  | Candidat             | Vots        | %           | Pos. | Resultat |
| ---- | -------------------- | ----------- | ----------- | ---- | -------- |
| 1947 | Rafael Caldera       | 262,204     | 22.40       | 2n   | Derrota  |
| 1958 | Rafael Caldera       | 423,262     | 16.21       | 3r   | Derrota  |
| 1963 | Rafael Caldera       | 589,177     | 20.19       | 2n   | Derrota  |
| 1968 | Rafael Caldera       | 1,083,712   | 29.13       | 1r   | Electe   |
| 1973 | Lorenzo Fernández    | 1,605,628   | 36.70       | 2n   | Derrota  |
| 1978 | Luis Herrera         | 2,487,310   | 46.64       | 1r   | Electe   |
| 1983 | Rafael Caldera       | 2,298,176   | 34.54       | 2n   | Derrota  |
| 1988 | Eduardo Fernández    | 2,955,061   | 40.40       | 2n   | Derrota  |
| 1993 | Oswaldo Álvarez Paz  | 1,276,506   | 22.73       | 3r   | Derrota  |
| 1998 | Henrique Salas Römer | 149,792     | 2.15        | 2n   | Derrota  |
| 2006 | Manuel Rosales       | 261,515     | 2.24        | 2n   | Derrota  |
| 2012 | Henrique Capriles    | Sense dades | Sense dades | 2n   | Derrota  |
| 2013 | Henrique Capriles    | Sense dades | Sense dades | 2n   | Derrota  |
| 2018 | Henri Falcón         | 897,708     | 9.75        | 2n   | Derrota  |

### Eleccions legislatives
| Any  | Vots           | %              | Diputats     | +/-          | Senadors | +/- |
| ---- | -------------- | -------------- | ------------ | ------------ | -------- | --- |
| 1946 | 141,418        | 10,1%          | 19 / 160     | =            |          |     |
| 1947 | 200,695        | 17,0%          | 16 / 110     | 3            | 4 / 46   | =   |
| 1952 | 300,309        | 17,39%         | 17 / 106     | 1            |          |     |
| 1958 | 392,305        | 15,20%         | 18 / 132     | 1            | 6 / 51   | 2   |
| 1963 | 595,697        | 20.82%         | 39 / 179     | 21           | 8 / 47   | 2   |
| 1968 | 883,814        | 24,0%          | 59 / 212     | 20           | 16 / 52  | 8   |
| 1973 | 1,330,514      | 30,2%          | 64 / 200     | 5            | 13 / 47  | 3   |
| 1978 | 2,103,004      | 39,8%          | 84 / 199     | 20           | 21 / 44  | 8   |
| 1983 | 1,887,226      | 28,7%          | 60 / 200     | 14           | 14 / 44  | 7   |
| 1988 | 2,247,236      | 31,1%          | 67 / 201     | 7            | 20 / 46  | 6   |
| 1993 | 1,065,512      | 22.62%         | 53 / 203     | 14           | 14 / 50  | 6   |
| 1998 | 518,976        | 12,1%          | 26 / 207     | 27           | 6 / 54   | 8   |
| 2000 | 227,349        | 5,10%          | 6 / 165      | 21           |          |     |
| 2005 | No participa   | No participa   | No participa | No participa |          |     |
| 2010 | 723,579        | 4.4%           | 10 / 165     | 10           |          |     |
| 2015 | Dins de la MUD | Dins de la MUD | 2 / 167      | 8            |          |     |
| 2020 | 175,771        | 2.82%          | 3 / 277      | 1            |          |     |

### Eleccions regionals
| Any  | Vots        | %           | Governacions | +/- |
| ---- | ----------- | ----------- | ------------ | --- |
| 1989 | 1,271,314   | 31,95%      | 7 / 20       | =   |
| 1992 | Sense dades | Sense dades | 12 / 22      | 5   |
| 1995 | 956,737     | 21,26%      | 3 / 22       | 9   |
| 1998 | 747,761     | 15,07%      | 4 / 23       | 1   |
| 2000 | 283,185     | 7,24%       | 1 / 23       | 3   |
| 2004 |             |             | 0 / 22       | 1   |
| 2008 | 471,163     | 4,26%       | 1 / 22       | 1   |
| 2010 | Sense dades | Sense dades | 0 / 2        | =   |
| 2012 | 235,231     | 2,68%       | 0 / 23       | 1   |
| 2017 | 360.697     | 3,26%       | 0 / 23       | =   |
| 2021 |             |             | 0 / 23       | =   |

### Municipals
| Any  | Alcaldies | +/- |
| ---- | --------- | --- |
| 1989 | 101 / 269 | =   |
| 2000 | 49 / 335  | =   |
| 2004 | 18 / 332  | 31  |
| 2008 | 11 / 326  | 7   |
| 2010 | 0 / 11    | =   |
| 2013 | 13 / 337  | 2   |
| 2017 | 14 / 335  | 1   |
| 2021 | 8 / 335   | 6   |